# Grace Carley Harriman

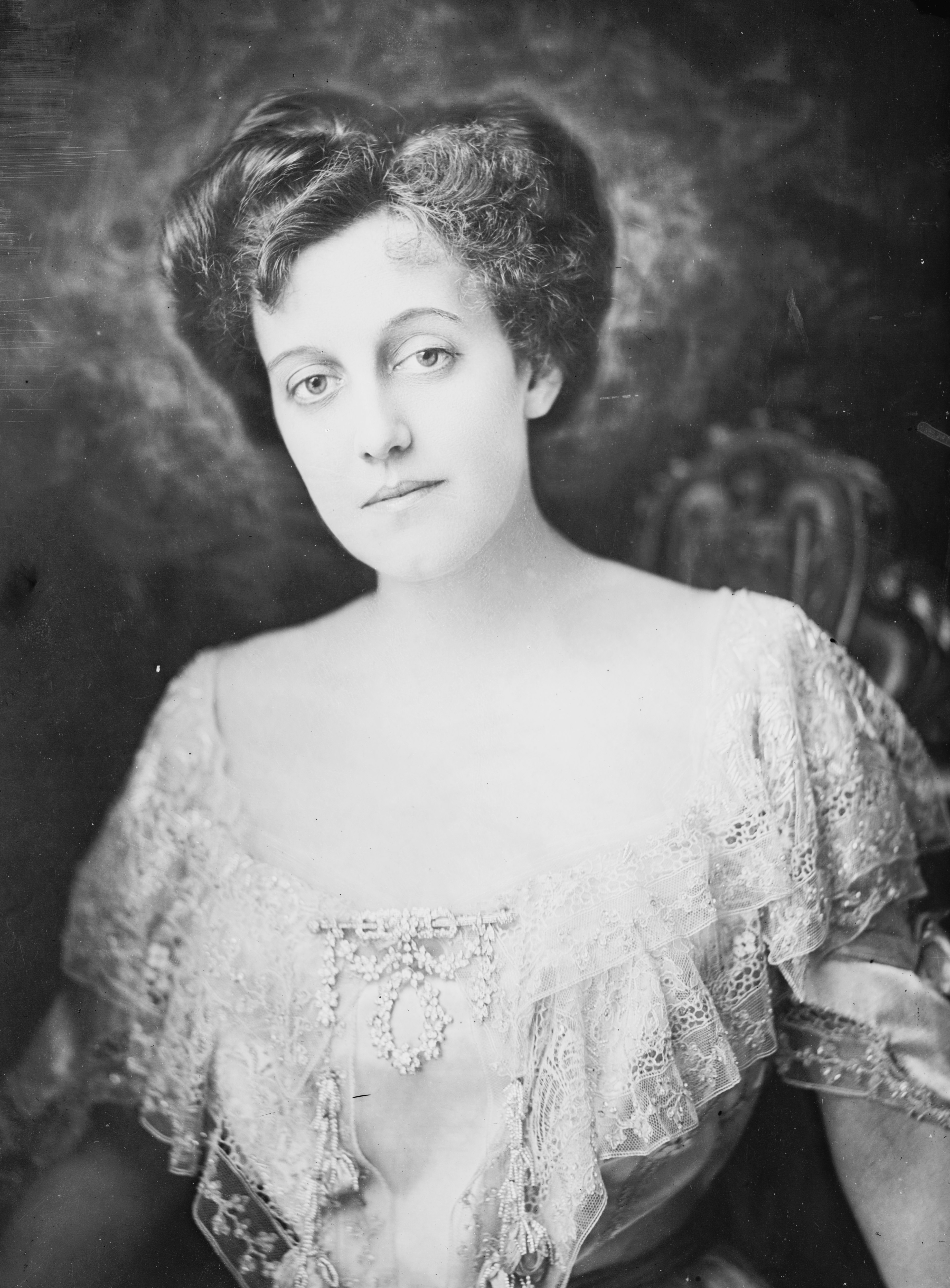
Grace Carley Harriman, c. 1909

Grace Carley Harriman (1873–1950) foi uma líder social e filantropa americana. Amplamente conhecida como Sra. Oliver Harriman, ela era um membro da rica família Harriman, esposa do banqueiro de investimentos Oliver Harriman Jr. Nascida em Louisville, Kentucky, ela foi cofundadora e presidente da Conferência Nacional sobre Loterias de Legalização, presidente do Camp Fire Girls, e membro do Southern Women's Democratic Club. Durante a Primeira Guerra Mundial, ela estabeleceu um laboratório de pesquisa e conservação de alimentos. Ela era uma escritora sobre tópicos sociais e autora do livro de etiqueta de 1942, Mrs. Oliver Harriman's Book of Etiquette: A Modern Guide to the Best Social Form .